# Zimiromus chickeringi
Zimiromus chickeringi är en spindelart som beskrevs av Norman I. Platnick och Mohammad Umar Shadab 1976. Zimiromus chickeringi ingår i släktet Zimiromus och familjen plattbuksspindlar.
Artens utbredningsområde är Panama. Inga underarter finns listade i Catalogue of Life.